# Richie Hearn
Richie Hearn (ur. 4 stycznia 1971 roku w Glendale) – amerykański kierowca wyścigowy.

## Kariera
Startował w serii Toyota Atlantic, zdobywając tytuł mistrzowski w 1995 roku. W 1996 roku został kierowcą w zespole Della Penna Motorsports z którym startował zarówno w serii Indy Racing League jak i CART. W tym samym roku zajął trzecie miejsce w wyścigu Indianapolis 500 – był to jego debiut na słynnym torze. W sezonie 1996-97 wygrał jeden wyścig IRL, ale od roku 1997 zespół skupił się na pełnym programie startów w serii CART.
W 1998 roku miał swój najlepszy sezon w CART, zajmując często miejsca w drugiej piątce wyścigu, co dało mu ostatecznie 16 miejsce w klasyfikacji sezonu. Kolejny sezon był słabszy co przyczyniło się do zakończenia jego współpracy z zespołem Della Penna.
Od roku 2000 ponownie zaczął startować w IRL, ale głównie z nastawieniem na wyścig Indianapolis 500, ani razu nie zaliczył pełnego sezonu startów.
W 2005 roku założył własny zespół Hearn Motorsports LLC, który uczestniczył w serii Star Mazda.

## Starty w Indianapolis 500
| Rok  | Nadwozie | Silnik        | Start | Wynik | Uwagi            |
| ---- | -------- | ------------- | ----- | ----- | ---------------- |
| 1996 | Reynard  | Cosworth-Ford | 15    | 3     |                  |
| 2000 | Dallara  | Oldsmobile    | 23    | 27    | Awaria elektryki |
| 2002 | Dallara  | Chevrolet     | 22    | 6     |                  |
| 2003 | G-Force  | Toyota        | 28    | 28    | Wypadek          |
| 2004 | G-Force  | Toyota        | 30    | 20    |                  |
| 2005 | Panoz    | Chevrolet     | 20    | 25    | Wypadek          |
| 2007 | Dallara  | Honda         | 32    | 23    |                  |